# Randolph megye (Illinois)
Randolph megye az Amerikai Egyesült Államokban, azon belül Illinois államban található. Megyeszékhelye és legnagyobb városa Chester. Lakosainak száma 30 163 fő (2020. április 1.). Randolph megye St. Clair, Perry, Monroe, Washington, Jackson, Perry és Ste. Genevieve megyékkel határos.

## Népesség
A megye népességének változása:
| Lakosok száma | 28 001 | 33 453 | 33 265 | 32 956 | 32 890 | 32 852 | 30 163 |
|               | 1900   | 2010   | 2011   | 2012   | 2013   | 2015   | 2020   |